# تحقیقات بالینی

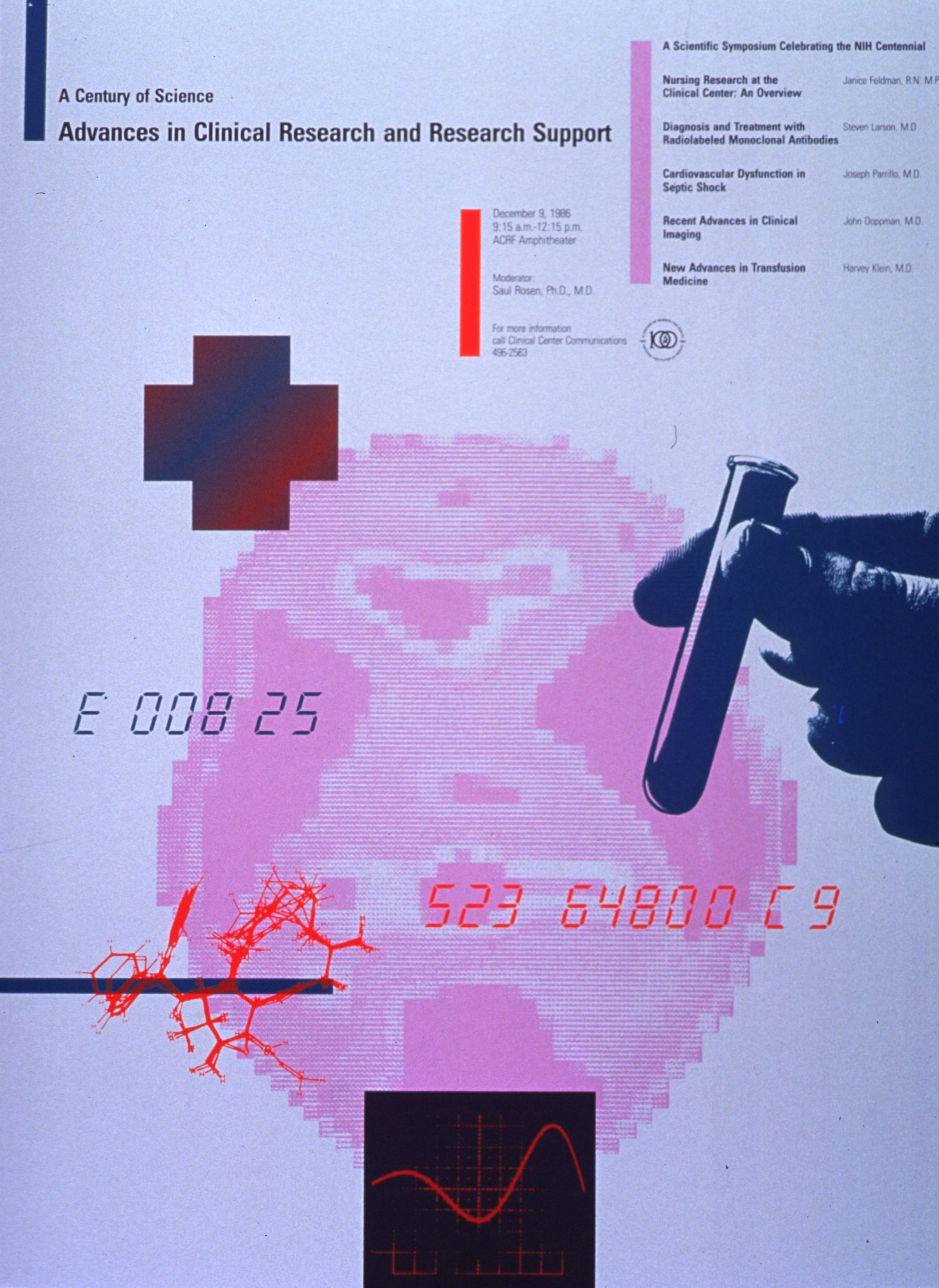
نوعی برگه تحقیقات بالینی

تحقیقات بالینی شاخه‌ای از علم بهداشت است که امنیت و کارایی داروهای تجویزی، تجهیزات پزشکی، محصولات تشخیصی و رژیم‌های درمانی مورداستفاده انسانی را تعیین می‌کند. این موارد ممکن است جهت پیش‌گیری، درمان، تشخیص یا فرونشاندن نشانه‌های یک بیماری مورد استفاده واقع شوند. تحقیقات بالینی، با رویه عملی بالینی متمایز است. در رویه بالینی، درمان‌های اثبات‌شده و محرز مورداستفاده واقع می‌شوند، درحالی‌که در تحقیقات بالینی، مدارکی جهت اثبات کارایی یک درمان خاص جمع‌آوری می‌گردد.